# شهرستان چمالسکی
شهرستان چمالسکی (به لاتین: Chemalsky District) یک منطقهٔ مسکونی در روسیه است که در جمهوری آلتای واقع شده‌است.